# Princess Primp!
「Princess Primp!」（プリンセス・プリンプ）は、橋本みゆきの15枚目のシングル。2009年7月22日にLantisから発売された。

## 概要
前作「Glossy:MMM」から3ヶ月ぶりのリリースとなる2009年2作目のシングル。表題曲「Princess Primp!」とカップリング「命短し、恋せよ姫!」は、テレビアニメ『プリンセスラバー!』のそれぞれオープニングテーマと挿入歌として使用された。
また、かつてテレビ朝日で放送されていた「やじうまテレビ!」では、コーナー前CMアイキャッチに、この歌のイントロとアウトロを繋げたものが2013年3月の放送まで使用されていた。

## 収録曲
1. Princess Primp! [4:05] 
作詞：畑亜貴、作曲・編曲：虹音
  - テレビアニメ『プリンセスラバー!』オープニングテーマ
2. 命短し、恋せよ姫! [3:46]
作詞：橋本みゆき、作曲：藤本貴則、編曲：菊谷知樹
  - テレビアニメ『プリンセスラバー!』挿入歌
3. Princess Primp!（off vocal）
4. 命短し、恋せよ姫!（off vocal）

## 収録アルバム
| 曲名            | 収録アルバム        | 発売日        | 備考                |
| --------------- | ------------------- | ------------- | ------------------- |
| Princess Primp! | 『Double Flower』   | 2009年9月25日 | 4thベスト・アルバム |
| Princess Primp! | 『ten years carat』 | 2013年6月12日 | 6thベスト・アルバム |